# Редковцинская улица
Редковцинская улица (бывшая улица Чкалова) — улица в северной части города Ярославля, пролегающая от Промышленного шоссе.

## История
Появилась в посёлке Редковицыно. В 1930-х годах присвоено название улица Чкалова в честь лётчик Валерия Чкалова. Переименована в 1957 году по расположению в посёлке Редковицыно, по причине наличия в городе одноимённой улицы. Последний жилой дом №1 снесён в 2000-х годах.